# Tonoas
Tonoas – miasto w Sfederowanych Stanach Mikronezji; w stanie Chuuk; 4 tys. mieszkańców (2006). Przemysł spożywczy, ośrodek turystyczny.